# Capito wallacei
Capito wallacei е вид птица от семейство Capitonidae. Видът е световно застрашен, със статут Уязвим.

## Разпространение
Видът е разпространен в Перу.